# 서울상경음악단
서울상경음악단은 2019년 1집 앨범 [BLUESY COLOR]로 데뷔한 대한민국의 음악 그룹이다.

## 방송
- 그린송 콘테스트 (2013)

## 음반
- 문화가 있는 날, 주경야락 (2015)
- 지금나는 (2018)
- 비틀비틀 (2018)
- Bluesy Funky Music (2019)
- BLUESY COLOR (2019)

## 공연
- 2017 부산국제록페스티벌 (2017)
- KB국민카드 스타샵 X 인천펜타포트락페스티벌 2019 (2019)
- 서울상경음악단 콘서트 (2020)

## 수상
- 제2회 펜타 유스스타 밴드경연대회 금상 (2019)
- 제2회 부산국제록페스티벌 록밴드경연대회 부록배틀 대상 (2017)
- 제2회 부천전국버스킹대회 금상 (2017)
- 제6회 평택전국밴드경연대회 최우수상 (2016)